# Erateina saundersi
Erateina saundersi là một loài bướm đêm trong họ Geometridae.